# Jinx (film 1919)
Jinx è un film muto del 1919 diretto da Victor Schertzinger.
Ad interpretare il ruolo della protagonista è l'attrice Mabel Normand. Nel gruppo dei bambini dell'orfanotrofio ci sono alcuni tra i più celebri attori bambini del periodo: Jackie Condon, Mae Giraci, Peaches Jackson, Frankie Lee, Buddy Messinger e Edouard Trebaol.
Si ritiene che il film sia perduto.

## Trama
Il circo arriva in città e i bambini dell'orfanotrofio vengono invitati allo spettacolo. La ragazza 'Jinx' della troupe del circo causa così tanti problemi agli interpreti e allo spettacolo che, per sfuggire alla punizione, deve scappare. Si confonde tra gli orfani e si rifugia con loro nell'orfanotrofio.

## Produzione
Il film fu prodotto negli Stati Uniti da Goldwyn Pictures Corporation.

## Distribuzione
Distribuito da Goldwyn Distributing Company, uscì nelle sale cinematografiche statunitensi il 13 dicembre 1919 e quindi anche internazionalmente.